# اداموا، بخش کونین
اداموا، بخش کونین (به لاتین: Adamowo, Konin County) در لهستان است که در greater poland voivodeship واقع شده‌است.

## خصوصیات
اداموا ۱۰۰ نفر جمعیت دارد.